# Intel·ligència interpersonal
La intel·ligència interpersonal la capacitat que tenen les persones per posar-se en la situació de l'altre, comprendre els seus sentiments i la seva manera de pensar. També per saber relacionar-se i gestionar els conflictes d'una manera positiva, tenint en compte els interessos propis i els dels altres.
La intel·ligència interpersonal és molt més important en la nostra vida diària que la brillantor acadèmica, perquè és la que determina l'elecció de la parella, els amics i, en gran manera, el nostre èxit en el treball o en l'estudi. La intel·ligència interpersonal es basa en el desenvolupament de dos grans tipus de capacitats, l'empatia i la capacitat de manejar les relacions interpersonals.
Les persones que tenen aquesta intel·ligència desenvolupada, tenen gran afinitat per desenvolupar carreres com: polítics, pedagogs, comunicadors, locutors, diplomàtics, en el treball social i en general tota persona que hagi de relacionar-se amb grups grans de persones i entendre-les. Són persones que assumeixen responsabilitats i mostren capacitat per ajudar els altres.
La intel·ligència interpersonal permet comprendre els altres i comunicar-s'hi, tenint en compte els seus diferents estats d'ànim, temperaments, motivacions i habilitats. Inclou la capacitat per establir i mantenir relacions socials i per assumir diversos rols dins de grups, ja sigui com un membre més o com a líder. Són aquells individus que posseeixen la clau de les relacions humanes, del sentit de l'humor: des de petits gaudeixen de la interacció amb amics i companys escolars, i en general no tenen dificultats per relacionar-se amb persones d'altres edats diferents de la seva. Alguns presenten una sensibilitat especial per detectar els sentiments dels altres, s'interessen pels diversos estils culturals i les diferències socioeconòmiques dels grups humans. La majoria d'ells influeixen sobre altres i agraden del treball grupal especialment en projectes col·laboratius. Són capaços de veure diferents punts de vista pel que fa a qüestions socials o polítiques, i aprecien valors i opinions diferents de les seves. Solen tenir bon sentit de l'humor i caure simpàtics a amics i coneguts, sent aquesta una de les més apreciades de les seves habilitats interpersonals, ja que són sociables per naturalesa.
Per poder desenvolupar aquesta intel·ligència és important que la persona participi en activitats on posi en pràctica la seva empatia, és a dir, saber-se posar en el lloc de l'altra persona. D'aquesta manera, pels més petits, seria interessant participar en associacions juvenils de lleure, activitats col·laboratives i activitats del centre escolar. Un altre moment molt important pel desenvolupament, són les hores de convivència familiar, ja que poden ser motiu per parlar i reflexionar sobre temes d'actualitat.
Mitjançant internet, podem trobar jocs infantils per a diferents edats que els ajudaran a desenvolupar la intel·ligència interpersonal.
Podem dir que una vida plenament feliç depèn en gran part de la intel·ligència interpersonal. La Intel·ligència Interpersonal està relacionada amb el contacte persona a persona i les interaccions efectuades en agrupacions o treballs en equip. L'estudiant amb intel·ligència intrapersonal té la facultat d'interaccionar verbal i no verbalment amb persones o amb un grup de persones, i és qui pren el paper de líder.